# Еди Редмейн
Едуард Джон Дейвид Редмейн  (на английски: Edward John David Redmayne) е английски актьор, певец и модел.

## Биография

### Произход и образование
Еди Редмейн е роден в Лондон на 6 януари 1982 г. Учи в Итън Колидж. През 2003 г. завършва история на изкуството в Тринити Колидж на Кеймбриджкия университет.

## Частична филмография
Кино
| година | филм                                               | оригинално заглавие                         | роля                  | режисьор              |
| ------ | -------------------------------------------------- | ------------------------------------------- | --------------------- | --------------------- |
| 2006   | Добрият пастир                                     | The Good Shepherd                           | Едуард Уилсън, младши | Робърт Де Ниро        |
| 2007   | Дивашка благодат                                   | Savage Grace                                | Антъни Бакеланд       | Том Калин             |
| 2007   | Елизабет: Златният век                             | Elizabeth: The Golden Age                   | Антъни Бабингтън      | Шекхар Капур          |
| 2008   | Другата Болейн                                     | The Other Boleyn Girl                       | Уилям Стафорд         | Джъстин Чадуик        |
| 2011   | Моята седмица с Мерилин                            | My Week with Marilyn                        | Колин Кларк           | Саймън Къртис         |
| 2012   | Клетниците                                         | Les Misérables                              | Мариус                | Том Хупър             |
| 2014   | Теорията на всичко                                 | The Theory of Everything                    | Стивън Хокинг         | Джеймс Марш           |
| 2015   | Пътят на Юпитер                                    | Jupiter Ascending                           | Балем Абрасакс        | Лана и Андрю Уашовски |
| 2015   | Момичето от Дания                                  | The Danish Girl                             | Лили Елбе             | Том Хупър             |
| 2016   | Фантастични животни и къде да ги намерим           | Fantastic Beasts and Where to Find Them     | Нют Скамандър         | Дейвид Йейтс          |
| 2018   | Момичето от Дания                                  | Early Man                                   | Дъг                   | Ник Парк              |
| 2018   | Фантастични животни: Престъпленията на Гринделвалд | Fantastic Beasts: The Crimes of Grindelwald | Нют Скамандър         | Дейвид Йейтс          |
| 2022   | Добър медицински брат                              | The Good Nurse                              | Чарлз Кълън           | Тобиас Линдхолм       |
| 2022   | Фантастични животни: Тайните на Дъмбълдор          | Fantastic Beasts: The Secrets of Dumbledore | Нют Скамандър         | Дейвид Йейтс          |

Телевизия
- 2008 – „Тес от рода д'Ърбървил“ (Tess of the D'Urbervilles)
- 2010 – „Устоите на Земята“ (The Pillars of the Earth)

## Награди и номинации
| Продукция            | Дата                | Награда                            | Резултат  |
| Оскар                | Оскар               | Оскар                              | Оскар     |
| -------------------- | ------------------- | ---------------------------------- | --------- |
| „Теорията на всичко“ | 22 февруари 2015 г. | Най-добра мъжка роля               | награда   |
| „Момичето от Дания“  | 28 февруари 2016 г. | Най-добра мъжка роля               | номинация |
| Награда на БАФТА     |                     |                                    |           |
| –                    | 12 февруари 2012 г. | Дебют                              | номинация |
| „Теорията на всичко“ | 8 февруари 2015 г.  | Най-добър актьор в главна роля     | награда   |
| „Момичето от Дания“  | 14 февруари 2016 г. | Най-добър актьор в главна роля     | номинация |
| Златен глобус        |                     |                                    |           |
| „Теорията на всичко“ | 11 януари 2015 г.   | Най-добър актьор в драматичен филм | награда   |
| „Момичето от Дания“  | 10 януари 2016 г.   | Най-добър актьор в драматичен филм | номинация |
| Сателит              |                     |                                    |           |
| „Клетниците“         | 16 декември 2012 г. | Най-добър актьор в поддържаща роля | номинация |
| „Теорията на всичко“ | 15 февруари 2015 г. | Най-добър актьор                   | номинация |
| „Момичето от Дания“  | 21 февруари 2016 г. | Най-добър актьор                   | номинация |
| Емпайър              |                     |                                    |           |
| „Теорията на всичко“ | 29 март 2015 г.     | Най-добър актьор                   | номинация |